# Vanilla H
Vanira Asshu (H ヴァニラ?, H Vanilla) è un personaggio immaginario della serie di manga, anime e videogiochi Galaxy Angel. Come per tutti gli altri personaggi della serie, il nome Vanilla H è un riferimento ad uno specifico cibo, in questo caso alla vaniglia. Il suo Emblem Frame è l'Harvester.

## Il personaggio

### Nell'anime
Ragazzina dai capelli verdi e dalla carnagione pallida che parla raramente, Vanilla è una ragazza estremamente calma e tranquilla. La maggior parte delle volte in cui parla, fa riferimento a Dio o parla in modo enigmatico. Ha una strana macchina, conosciuta come nanomacchina, nella propria stanza, a cui spesso si rivolge in preghiera. Ciò nonostante Vanilla è anche una ragazza molto premurosa e sempre pronta ad eseguire gli ordini. È anche evidentemente dotata di un forte temperamento che però tende a tenere nascosto. È in grado di guarire le ferite degli altri, e la gemma rossa sulla sua fronte a volte può proiettare un potente fascio laser. Vanilla è anche in grado di comunicare con vari animali, come quando parla con alcune scimmie nell'episodio 18.

### Nei videogiochi
Vanilla H possiede l'abilità di controllare le nanomacchine affinché eseguano vari compiti, come alterare il proprio aspetto o curare le ferite, benché questo richieda un grande dispendio di controllo mentale, sopprimendo di conseguenza i propri sentimenti. Benché Vanilla si comporti come se non avesse emozioni, si tratta di una persona molto premurosa e fedele alle compagne, al punto di arrivare ad esaurire le proprie forze pur di aiutare il prossimo. Pilota l'Emblem Frame Harvester, che è una grande colonia di nanomacchine, utilizzata per riparare o rifornire gli altri Emblem Frame durante i combattimenti. Anche il gatto che si vede spesso con lei, è in realtà composto da nanomacchine.

### Nel manga
La caratterizzazione del personaggio di Vanilla nel manga è molto simile a quella che ha nell'anime, con l'unica differenza rappresentata dal suo nanobot. A differenza che nell'anime, Vanilla non porta con sé Normad, ma una strana creatura simile ad una volpe, che passa la maggior parte del proprio tempo sulla sua spalla. la creatura, conosciuta come Nanobot può trasformarsi in abiti differenti, aiutarla in alcune delle sue operazioni di guarigione e manifesta il proprio affetto per lei. Vanilla ha una personalità molto onesta ed obbediente, benché abbia la tendenza a "strafare", facendo preoccupare chiunque le è intorno, incluso Takuto e le Angels. Svilupperà un sentimento particolare proprio nei confronti di Takuto, quando questo la fa sorridere.

## Doppiatori
In Galaxy Express, Milfeulle Sakuraba è doppiata in giapponese da Mika Kanai, in inglese da Anna Cummer, in spagnolo da Jhaidy Barboza, in tagalog da Rowena Raganit mentre in portoghese da Fernanda Bulara.

## Apparizioni
- Galaxy Angel (2001) - Serie TV anime
- Galaxy Angel (2001) - Manga
- Galaxy Angel Z (2002) - Serie TV anime
- Galaxy Angel A (2002) - Serie TV anime
- Galaxy Angel (2002) - Videogioco
- Galaxy Angel Party (2003) - Manga
- Galaxy Angel AA (2003) - Serie TV anime
- Galaxy Angel S (2003) - Special
- Galaxy Angel: Moonlit Lovers (2002) - Videogioco
- Galaxy Angel 2nd (Beta) (2004) - Manga
- Galaxy Angel X (2004) - Serie TV anime
- Galaxy Angel: Eternal Lovers (2002) - Videogioco
- GALAXY ANGEL ~The Musical~ìì (2005) - Musical